# Lygromma peckorum
Lygromma peckorum là một loài nhện trong họ Gnaphosidae.
Loài này thuộc chi Lygromma. Lygromma peckorum được Norman I. Platnick & Mohammad U. Shadab miêu tả năm 1976.